# Tom Brindle (politico)
Thomas Brindle (Manchester, 1878 – Otaki, 19 novembre 1950) è stato un politico neozelandese, presidente del Partito laburista dal 1922 al 1926.
Fu membro del Consiglio Legislativo della Nuova Zelanda dal 1936 al marzo 1950.

## Biografia
Brindle nacque a Manchester nel 1878. In Inghilterra fu membro del partito Laburista Indipendente.
Emigrò in Nuova Zelanda nel 1910 o 1912, dove si unì al Partito Socialdemocratico. Nel 1916, durante la prima guerra mondiale, fu arrestato per essersi espresso contro la coscrizione. Nel 1918 si candidò alle elezioni suppletive di Wellington South, non risultando eletto. L'anno successivo si candidò alla segreteria del Partito Laburista della Nuova Zelanda, senza però essere eletto, così come nel 1920, anno in cui perse il ballottaggio. Dal 1922 al 1926 fu il 6º Presidente del Partito Laburista.
Durante il corso della sua vita Brindle si candidò senza successo per cinque volte alla Camera dei Rappresentanti. Fu inoltre membro del Wellington Fire Board e del consiglio comunale di Wellington dal 1933 al 1941, anno in cui tutti i membri del partito laburista a Wellington persero il loro seggio.
In seguito fu nominato membro del Consiglio legislativo dal primo governo laburista sotto la guida di Michael Joseph Savage. Nel 1935 ricevette la Medaglia del giubileo d'argento di Giorgio V.
Brindle fu inoltre membro del Consiglio legislativo della Nuova Zelanda dal 9 marzo 1936 all'8 marzo 1943; e nuovamente dal 9 marzo 1943 all'8 marzo 1950.
Morì il 19 novembre 1950 nella sua casa di Ōtaki.